# دهه ۱۷۷۰ (میلادی)

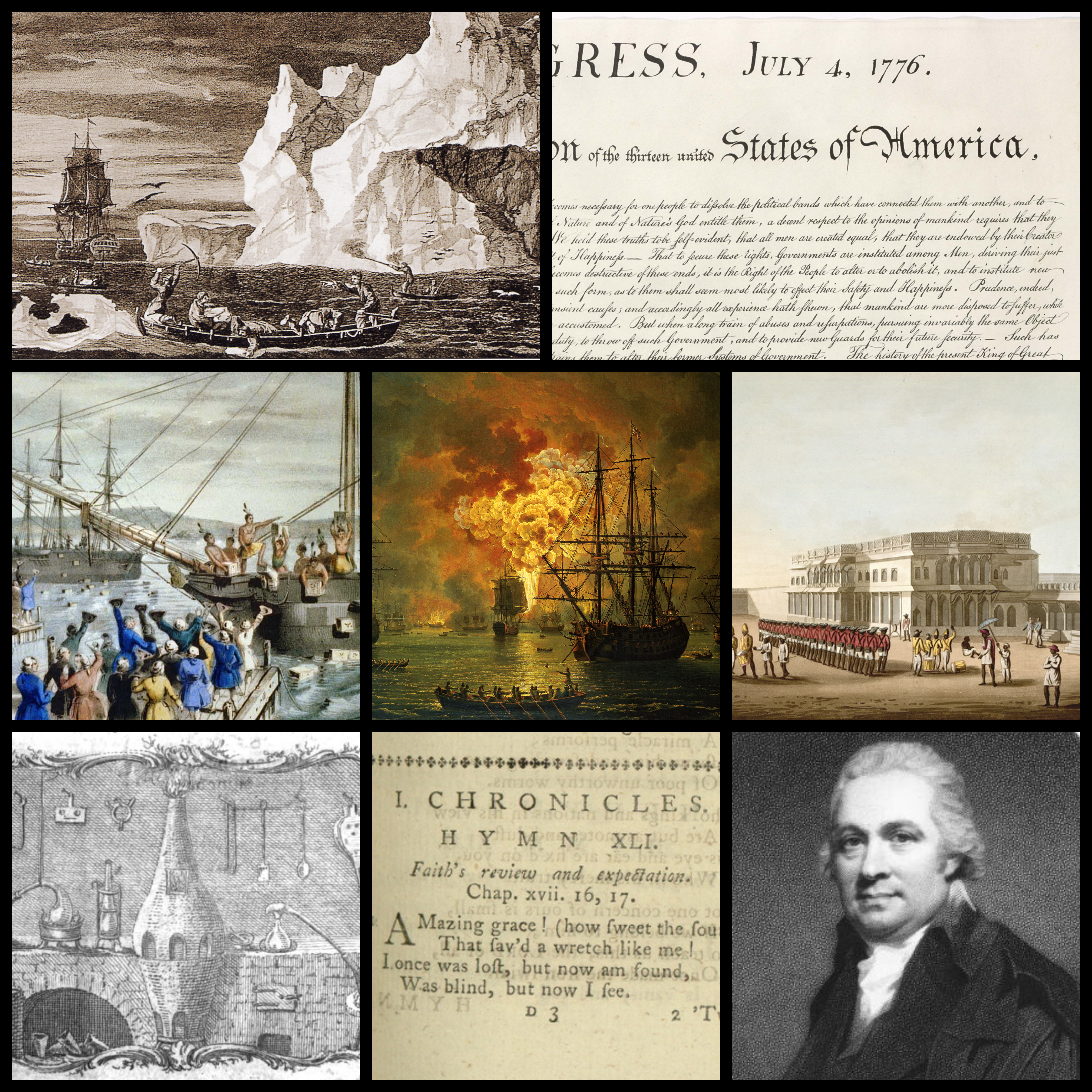
مونتاژی از وقایع برجسته دهه ۱۷۷۰

دهه ۱۷۷۰ (میلادی) صد و هفتاد و هفتمین دهه تقویم میلادی است.

## زادگان
- ۱۶ دسامبر ۱۷۷۰ - لودویگ وان بتهوون آهنگ‌ساز آلمانی

## درگذشتگان
‎